# Harmonimusik
Harmonimusik är musik som framförs av blåsinstrument, bleckblåsinstrument tillsammans med slaginstrument eller träblåsinstrument.